# FtsZ

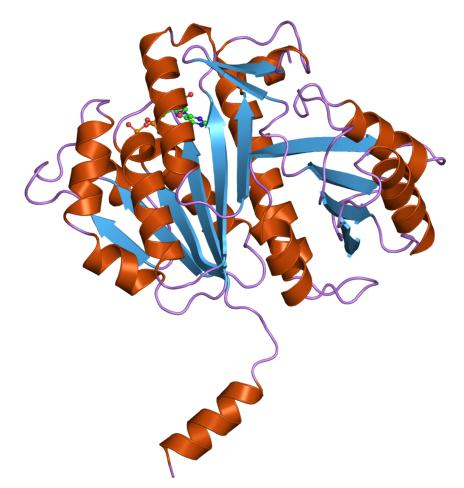
Молекулярна структура білка FtsZ

FtsZ — білок бактеріального цитоскелету, що кодується геном ftsZ, який збирається в кільце в місті майбутнього формування перегородки між новими клітинами при клітинному поділі та бере участь в цьому процесі. Назва FtsZ походить від англ. filamenting temperature-sensitive mutant Z — «філаментарний чутливий до температури мутант Z». Цей білок є бактеріальним гомологом еукаріотичного білка тубуліна. Ген був виявлений в 1950-х роках Хіротою та колегами під час скринінгу мутантів бактерії Escherichia coli, що мали дефекти в клітинному поділі. Такі мутанти росли в вигляді філаментів, через нездатність фізично відділити окремі клітини.

## Min-система
Min-система — система бактерії Escherichia coli, що регулює поділ клітини та гарантує поділ точно в середині клітини за допомогою використання біохімічного осцилятору, побудованого за допомогою динамічних змін клітинної локалізації білків MinC, MinD і MinE.